# Mauk de Brauw
Maurits Louis de Brauw, dit Mauk de Brauw, né le 14 septembre 1925 à La Haye et mort le 12 novembre 1984 à Leyde, est un homme d'affaires et homme politique néerlandais membre des Démocrates 1966 (D'66).

## Biographie

### Études et vie professionnelle
Il étudie le droit à l'université de Leyde, dont il est diplômé, entre 1947 et 1952. En 1954, il rejoint l'entreprise Unilever, où il exerce diverses fonctions commerciales jusqu'en 1958. Il occupe pendant les deux années qui suivent un poste de directeur au secrétariat général de la société.
Nommé en 1960 directeur adjoint de la banque Nationale Levensverzekeringsbank à Rotterdam, il intègre en janvier 1963 le conseil d'administration de la maison mère, la compagnie d'assurances Nationale-Nederlanden. Il se trouve promu directeur de la Nationale Levensverzekeringsbank de Rotterdam en juin suivant.

### Cadre des DS'70 et ministre
Initialement membre du Parti populaire libéral et démocrate (VVD), il quitte cette formation en janvier 1971 pour rejoindre les Démocrates socialistes '70 (DS'70), situé au centre gauche. Le 6 juillet, Mauk de Brauw est nommé à 45 ans ministre de la Politique scientifique et de l'Enseignement supérieur dans le premier cabinet de coalition du Premier ministre chrétien-démocrate Barend Biesheuvel.
Afin d'exprimer leur désaccord avec le projet de budget de l'État pour 1973, les DS'70 annoncent leur retrait de la majorité parlementaire le 13 juillet 1972 et le gouvernement remet sa démission sept jours plus tard. Ses fonctions reviennent, à partir du 9 août au ministre de l'Éducation Chris van Veen.
Élu député à la Seconde Chambre des États généraux lors des élections législatives du 29 septembre suivant, il devient président des Démocrates socialistes '70 le 7 avril 1973.

### Retrait de la politique
Il se retire de la vie politique en 1975, sur un différend avec Willem Drees jr., fondateur du parti : il renonce à présider le parti le 8 mars et à son mandat parlementaire le 1er avril.
Il retourne alors dans le secteur privé comme président du conseil consultatif de l'entreprise de consultants Berenschot à Utrecht, jusqu'en 1980. Cette même année, alors que les DS'70 périclitent, il décide de rejoindre les Démocrates 1966 (D'66). Il préside entre 1981 et 1984 le groupe directeur du grand débat public sur l'énergie nucléaire (BMD). Désigné coordonnateur de l'enseignement supérieur dans la province de Frise le 1er septembre 1984, il meurt dix semaines plus tard.